# Dănceni
Dănceni è un comune della Moldavia situato nel distretto di Ialoveni di 2.796 abitanti al censimento del 2004.
Dista 15 km a sud-est dalla capitale Chișinău lungo un bacino d'acqua dalla capacità di 4 milioni di metri cubi.

## Storia
Scavi archeologici effettuati dal 1974 al 1980 hanno portato alla luce reperti databili intorno al 5000 a.C.